# Église de Belval-sous-Châtillon
L'église de Belval-sous-Châtillon  est une église romane construite au XIIe siècle, dans la Marne.

## Historique
Dans l'église de Belval on peut trouver des dalles funéraires des XVIIe et XVIIIe siècles et des vitraux du XVIe siècle classés monuments historiques au titre objet,.

## Inscriptions
Un cartouche :
- « IHS 1547 Mathieux Hernardon et Regnaulde sa femme premiers fondateurs de cet édifice » à l'angle droit du portail, une autre près de la porte de la première travée « AVE MARIA » sur le socle d'une statue disparue. Au-dessus de la porte de la sacristie menant au prieuré disparu.
- « A la memoire de vénérable discrète et noble personne messire Clement Boucher pretre conseiller et aumonier du roi abbe de Thenail seigneur et prieur commendataire de Note-Dame de Belval, Saint-Lubin et chanoine de Notre-Dame de Reims decede le 28 aout 1666 age de 88 ans et enterre dans le preau de cette eglise sous son epitaphe qui apres avoir vecu 40 ans prieur et seigneur de ce lieu a laisse pour successeur venerable et noble personne CHarles Richard pretre et docteur es-loi seigneur et prieur de Belval Saint-Lubin chanoine de Notre-Dame de Reims qui après avoir gouverne ce diocese pendant 40 ans sous quatre archevêques en qualite de promoteur official grand vicaire syndic du clerge et avoir donne ce benefice en 1676 a messieurs Charles et Robert Pitat ses neveux est decede le 7 mars 1684 age de 74 ans Il repose sous la tombe de ses prédécesseurs attendant la resurection On dira a perpetuite dans cette eglise un obit le jour de leur deces. »

Un autre cartouche :
- « Lux aeterna luceat eis cum sanctis in aeternum ». Au même endroit un autre :
- « A la memoire de messire RObert Pitat docteur et doyen de la faculte de theologie de Reims prieur de seigneur de ce lieu chanoine de l'eglise de Reims et recteur de l'universite lequel a fonde a perpetuite un obit en cette eglise, de Cuchery, de la Neuville il deceda le 19 fevrier 1745 », puis :
- « Domine dilexi decorem domus tuae et locum habitationis gloriae tuae ».

Il y a une grande plaque noire mais dont les inscriptions ne sont plus lisibles.

## Quelques images

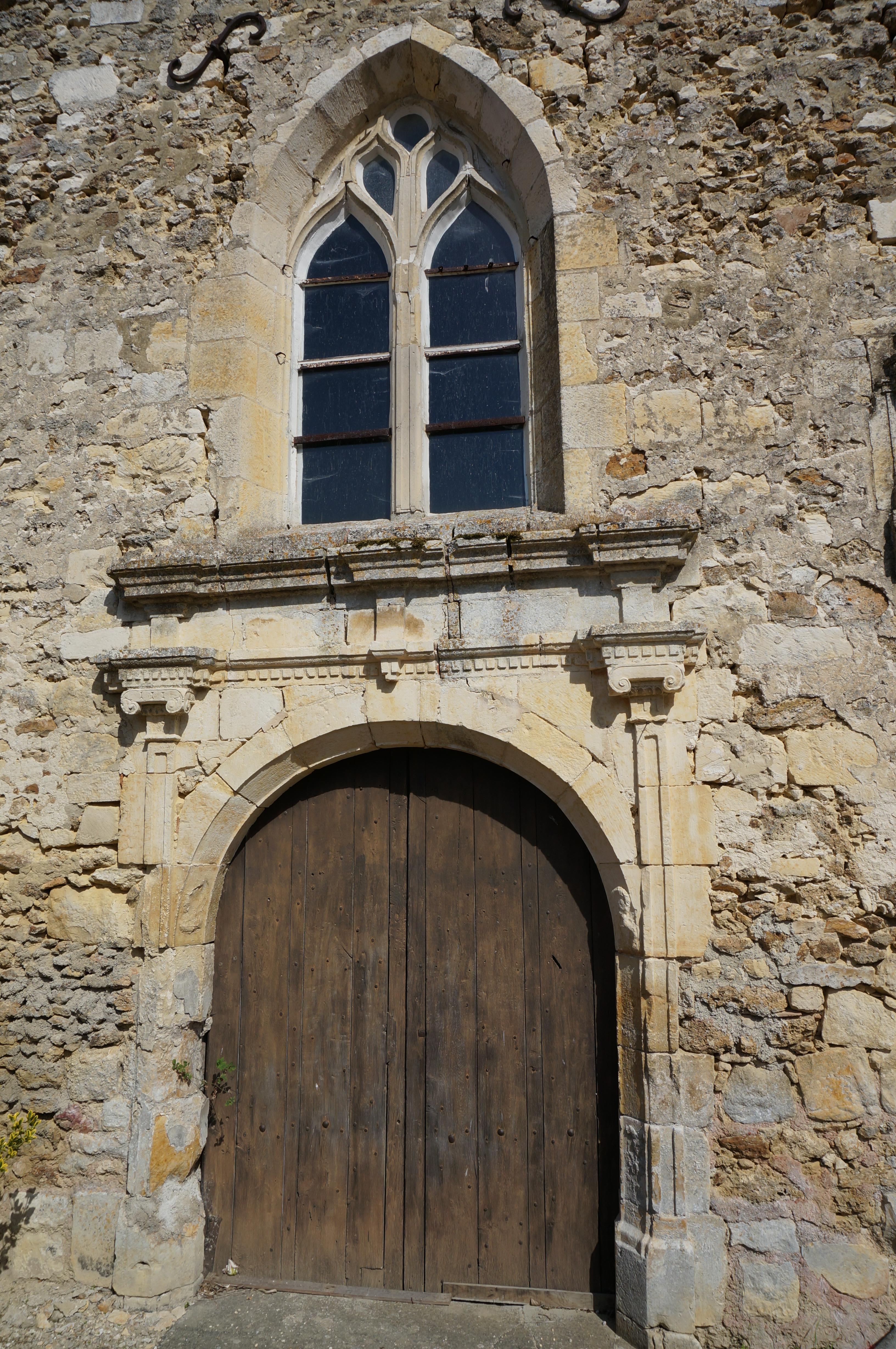
Le portail
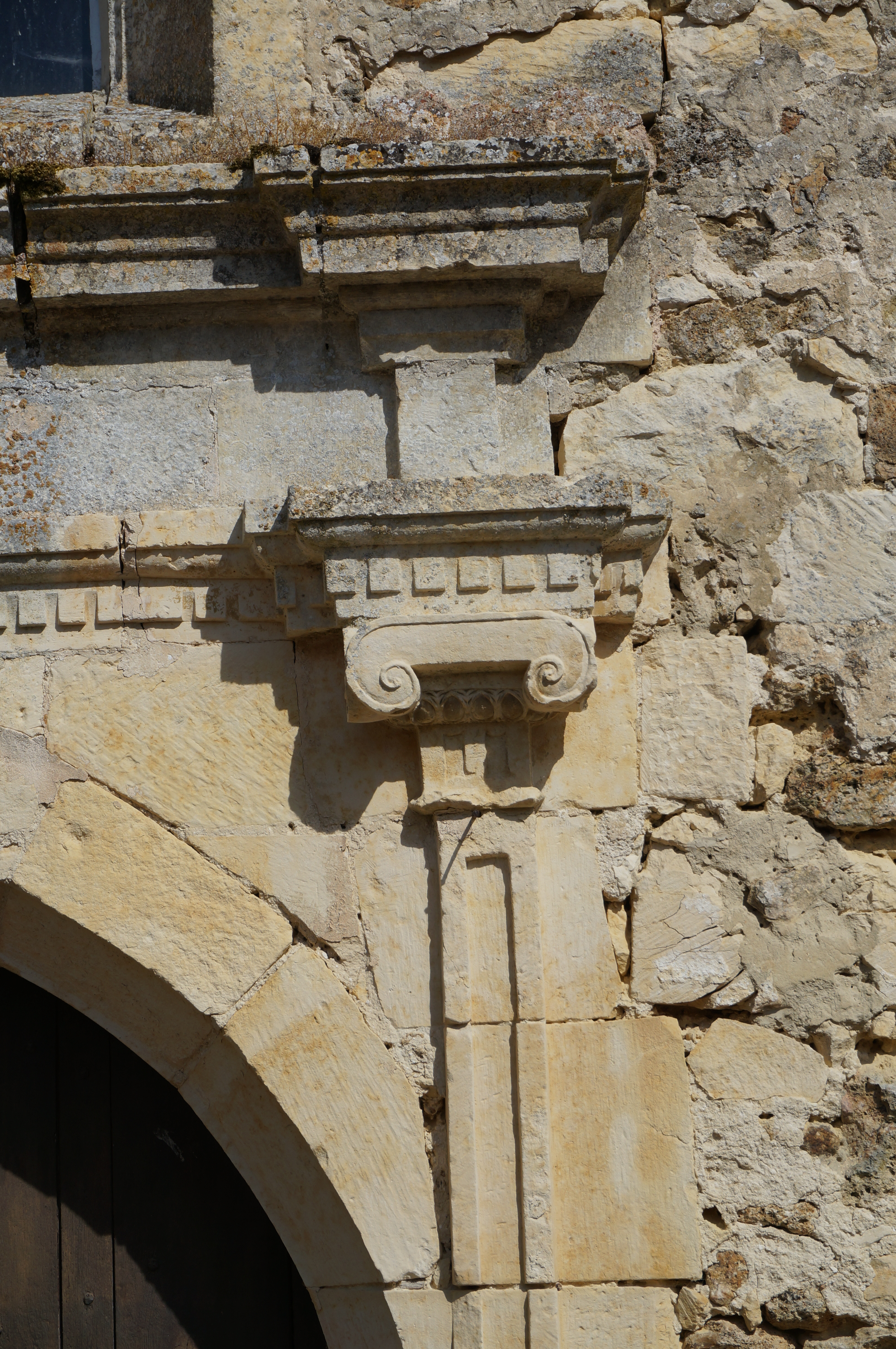
Un détail de ce portail
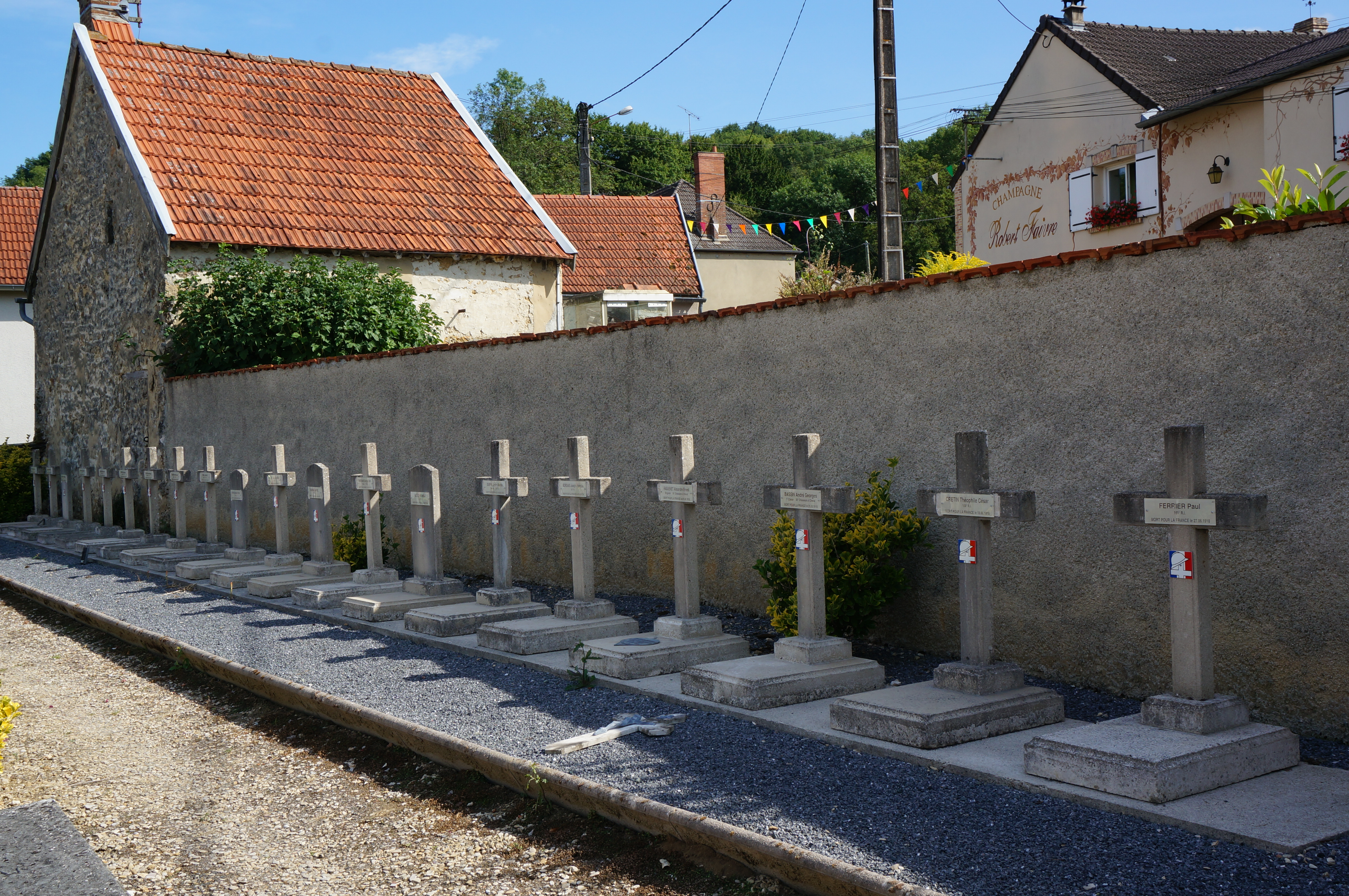
Les tombes militaires du cimetière